# Melitaea yatsugadakensis
Melitaea yatsugadakensis är en fjärilsart som beskrevs av Tanaka 1941. Melitaea yatsugadakensis ingår i släktet Melitaea och familjen praktfjärilar. Inga underarter finns listade i Catalogue of Life.